# Panic (álbum de MxPx)
Panic es el séptimo álbum de estudio del grupo estadounidense de punk rock MxPx. Fue lanzado el 6 de junio de 2005 por SideOneDummy Records y cuenta con catorce pistas, incluido los sencillos «Heard That Sound» y «Wrecking Hotel Rooms».

## Antecedentes y lanzamiento
El 5 de mayo de 2005, se anunció el lanzamiento de Panic para el mes siguiente; luego, su obra de arte y lista de canciones se publicaron en línea. «Heard That Sound» fue lanzado por radio el 17 de mayo de 2005. Tres días después, «The Darkest Places» fue publicado en el perfil de Myspace de la banda. Panic estuvo disponible para su transmisión el 30 de mayo de 2005, antes de su lanzamiento el 7 de junio de 2005 a través de SideOneDummy Records. Contó con el cantante y bajista de Blink-182 y +44, Mark Hoppus en «Wrecking Hotel Rooms». El 30 de junio de 2005, el vídeo musical de «Heard That Sound» se publicó en línea, luego de lo cual aparecieron en el Warped Tour de 2005. «Wrecking Hotel Rooms» fue lanzado por radio el 26 de julio de 2005.
En octubre y noviembre de 2005, apoyaron a Relient K en su gira por Estados Unidos. En enero de 2006, la banda realizó una gira por el Reino Unido junto con The Starting Line, con el apoyo de The Matches y I Am the Avalanche. En marzo de 2006 realizaron una gira por Canadá, seguida de un puñado de espectáculos en Estados Unidos y Japón. Luego apoyaron a Reel Big Fish en su gira estadounidense y apareció en el Cornerstone Festival en julio de 2006.

## Lista de canciones
Todas las canciones fueron escritas por Mike Herrera y arregladas por MxPx.

| CD    |                                            |          |  |
| N.º   | Título                                     | Duración |  |
| 1.    | «The Darkest Places»                       | 2:35     |  |
| 2.    | «Young and Depressed»                      | 3:05     |  |
| 3.    | «Heard That Sound»                         | 3:40     |  |
| 4.    | «Cold Streets»                             | 2:46     |  |
| 5.    | «The Story»                                | 3:31     |  |
| 6.    | «Wrecking Hotel Rooms» (feat. Mark Hoppus) | 3:26     |  |
| 7.    | «Late Again»                               | 2:35     |  |
| 8.    | «Kicking and Screaming»                    | 2:52     |  |
| 9.    | «Grey Skies Turn Blue»                     | 3:04     |  |
| 10.   | «Emotional Anarchist»                      | 2:02     |  |
| 11.   | «Call in Sick»                             | 3:00     |  |
| 12.   | «Get Me Out»                               | 2:10     |  |
| 13.   | «Waiting for the World to End»             | 3:46     |  |
| 14.   | «This Weekend»                             | 3:21     |  |
| 41:53 |                                            |          |  |

## Créditos
| MxPx - Mike Herrera – bajo, voz - Tom Wisniewski – guitarra, voz, coros - Yuri Ruley – batería, percusión, coros Músicos adicionales - James Barrett – coros - Patti Day – coros - Mark Hoppus – coros en «Wrecking Hotel Rooms» - Andy Husted – coros - Robert Lloyd Martin – coros - Jack Parker – guitarra - Seth Alan Roberts – coros, diseño | Producción - Stephen Egerton – producción - Gavin MacKillop – producción - Mauro Rubbi – ingeniero - Joe Sib – A&R |

## Posicionamiento en listas
| Lista (2005)                                      | Mejor posición |
| ------------------------------------------------- | -------------- |
| Estados Unidos (Billboard 200)                    | 77             |
| Estados Unidos (Billboard Top Christian Albums)   | 1              |
| Estados Unidos (Billboard Top Independent Albums) | 3              |

## Historial de lanzamiento
| País   | Fecha              | Formato | Sello                |
| ------ | ------------------ | ------- | -------------------- |
| Varios | 6 de junio de 2005 | CD      | SideOneDummy Records |